# Heavens Above!
Pour le site web consacré à l'astronomie, voir Heavens-Above.
Pour plus de détails, voir Fiche technique et Distribution.
Heavens Above! est un film britannique réalisé par John et Roy Boulting, sorti en 1963.

## Synopsis
Le révérend Smallwood est nommé dans la paroisse d'Orbiston Parva, à la place d'un autre pasteur du même nom. Sa charité chrétienne provoque le chaos dans la paroisse. La conscience d'une de ses paroissiennes, Lady Despard, est réveillée au point de mettre toute sa fortune à sa disposition. Avec cela, il distribue gratuitement de la nourriture et perturbe totalement l'économie locale, provoquant chômage et émeutes. Ses supérieurs le transfèrent à la hâte dans une île éloignée. Moqué par un astronaute terrifié, il change de place avec lui et est lancé en orbite en chantant des hymnes.

## Fiche technique
- Titre original : Heavens Above!
- Réalisation : John et Roy Boulting
- Scénario : Frank Harvey (en), John Boulting
- Direction artistique : Albert Witherick
- Costumes : David Ffolkes
- Photographie : Max Greene
- Son : George Stevenson
- Montage : Teddy Darvas
- Musique : Richard Rodney Bennett
- Production : John et Roy Boulting
- Société de production : British Lion Film Corporation, Romulus Films, Charter Film Productions
- Société de distribution : British Lion Film Corporation
- Pays d'origine :  Royaume-Uni
- Langue originale : anglais
- Format : Noir et blanc  — 35 mm — 1,66:1 — son mono
- Genre : Comédie
- Durée : 118 minutes
- Dates de sortie : 
  - États-Unis : 20 mai 1963
  - Royaume-Uni : 23 mai 1963

## Distribution
- Peter Sellers : le Révérend John Smallwood
- Cecil Parker : l'archidiacre Aspinall
- Isabel Jeans : Lady Despard
- Ian Carmichael : 	l'autre Révérend John Smallwood
- Bernard Miles : Simpson
- Brock Peters : Matthew
- Eric Sykes :  Harry Smith
- Irene Handl : Rene Smith
- Miriam Karlin : Winnie Smith
- Joan Miller : Mme Smith-Gould
- Derek Nimmo : un assistant du directeur général